# Les Monts du Luberon-Trophée Luc Leblanc 2005
Les Monts du Luberon-Trophée Luc Leblanc 2005, ottava edizione della corsa e valida come evento dell'UCI Europe Tour 2005 categoria 1.2, si svolse il 6 marzo 2005 su un percorso di 160 km. Fu vinta dal francese Florent Brard, al traguardo con il tempo di 4h10'32" alla media di 38,318 km/h.
Al traguardo 58 ciclisti portarono a termine la gara.

## Ordine d'arrivo (Top 10)
| Pos. | Corridore          | Squadra        | Tempo    |
| ---- | ------------------ | -------------- | -------- |
| 1    | Florent Brard      | Agritubel      | 4h10'32" |
| 2    | Cédric Coutouly    | Agritubel      | s.t.     |
| 3    | Gilles Canouet     | Agritubel      | a 1'13"  |
| 4    | Hubert Dupont      | RAGT           | s.t.     |
| 5    | Shinichi Fukushima | Bridgestone    | s.t.     |
| 6    | Aljaksandr Usaŭ    | AG2R Prév.     | a 1'22"  |
| 7    | Alexandre Cabrera  | AVC Aix Haribo | s.t.     |
| 8    | Ivan Seledkov      | Dynamo Mosca   | s.t.     |
| 9    | Samuel Rouyer      | CC Etupes      | s.t.     |
| 10   | Tomasz Smoleń      | CC Etupes      | s.t.     |